# Armata del Tennessee
L'Armata del Tennessee fu un'Armata unionista, operativa sul fronte occidentale della Guerra di secessione americana, così chiamata a causa del fiume Tennessee. Non deve essere confusa con l'omonima Armata Confederata così chiamata per via del nome dello Stato del Tennessee. L'Armata del Tennessee fu composta da divisioni del Distretto di Cairo, Dipartimento del Missouri, chiamato perciò Armata del Tennessee Occidentale e in seguito Armata del Tennessee. Ulysses S. Grant comandò questa Armata sotto i suoi tre diversi nomi appena dopo lo scoppio della guerra fino alla sua vittoria a Vicksburg nel 1863. Sotto altri Generali, l'Armata combatté da Chattanooga, attraverso lo Stato della Georgia, fino alla Carolina del Nord e Carolina del Sud alla fine del conflitto.

## Storia

### Sui fiumi Cumberland e Tennessee
Il 23 dicembre 1861, il Brigadier Generale Ulysses S. Grant fu destinato al comando del Distretto di Cairo, Dipartimento del Missouri. L'Armata fu creata con unità del Distretto e divisa in tre divisioni per la Campagna da condurre sul fiume Cumberland e Tennessee. Le Divisioni erano comandate dal Brig. Gen. John A. McClernand (1ª Divisione), dal Brig. Gen. Charles F. Smith (2ª) e dal Brig. Gen. Lew Wallace (3ª). Le Divisioni di Smith e di McClernand si diressero lungo il Cumberland su Fort Henry. Il Forte s'arrese al contrammiraglio Andrew H. Foote della Marina unionista, comandante della Flottiglia Occidentale, prima che l'Armata potesse attaccare. Pochi giorni dopo le due Divisioni a Fort Henry marciarono alla volta di Fort Donelson dove si unirono alla Divisione di Wallace, che era formata da nuovi reggimenti che avevano disceso il fiume Tennessee. La battaglia di Fort Donelson cominciò il 12 febbraio e la guarnigione si arrese il 16 febbraio.

### Shiloh e Corinth
Cinque giorni dopo la vittoria di Fort Donelson, il 21 febbraio 1862, al da poco promosso Maggior Generale Grant fu assegnato il comando del Distretto del Tennessee Occidentale. La sua Armata fu rinforzata da tre ulteriori divisioni e ribattezzata Armata del Tennessee Occidentale. Tuttavia, le gelosie professionali portarono il superiore di Grant, il Mag. Gen. Henry W. Halleck, comandante del Dipartimento Occidentale, a rimuovere Grant dal comando della spedizione fluviale; dal 2 marzo al 17 marzo, C.F. Smith ebbe il controllo dell'operazione. Dopo il personale intervento del Presidente Abraham Lincoln, Halleck reintegrò Grant nel comando.
In aprile l'Armata fu impegnata nel primo reale scontro, col suo nuovo nome, nella battaglia di Shiloh. Il primo giorno dello scontro l'Armata combatté disperatamente e subì numerose perdite. L'eroico sacrificio della 6ª Divisione di Benjamin Prentiss nell'Hornet's Nest (Nido di calabroni) consentì al resto dell'Armata di costituire una forte linea difensiva e di respingere gli ultimi assalti dell'esercito confederato. Il giorno successivo l'Armata dell'Ohio, al comando di Don Carlos Buell, arrivò in rinforzo di Grant. Sostenuto da Buell e dalla 5ª Divisione del Mag. Gen. Lew Wallace dell'Armata del Tennessee Occidentale (che non aveva partecipato all'azione il primo giorno), Grant contrattaccò e costrinse i Confederati a sgomberare il campo.
Il 30 aprile 1862, Halleck unì tutti gli eserciti dell'Unione nel fronte occidentale per formare un Gruppo d'Armate di oltre 100.000 uomini prelevandoli dall'Armata del Tennessee Occidentale, dall'Armata del Mississippi e dall'Armata dell'Ohio, con Halleck al comando generale. Halleck nominò Grant come suo comandante in seconda, una posizione senza responsabilità formali. Le forze del Dipartimento furono riorganizzate in tre Sezioni (wings), con George H. Thomas al comando della Sezione Destra, che comprendeva le divisioni 2ª, 4ª, 5ª e 6ª dell'Armata del Tennessee Occidentale e la Divisione di Thomas dell'Armata dell'Ohio. Grant rimase nominalmente al comando di un'Armata che in pratica, temporaneamente, non esisteva; sia Halleck sia Thomas comandavano direttamente i comandanti di Divisione assegnati alla Sezione Destra. Dopo l'assedio di Corinth la riorganizzazione fu annullata e Grant riassunse il comando effettivo dell'Armata il 10 giugno.

### Vicksburg
Il 16 ottobre 1862, l'Armata fu trasferita al Dipartimento del Tennessee, diventando Armata del Tennessee. Da dicembre l'Armata fu riorganizzata in quattro Corpi — il XIII Corpo, il XV Corpo, il XVI Corpo e il XVII Corpo — ognuno comprendente due o tre divisioni e distaccamenti di artiglieria e di cavalleria.
Nel dicembre 1862, il XV Corpo di Sherman effettuò un attacco contro Vicksburg ma fu respinto nella battaglia di Chickasaw. John A. McClernand usò tutta la sua influenza politica con Abraham Lincoln per ottenere il comando della spedizione contro Vicksburg, ponendosi come concorrente di Grant. A McClernand fu assegnato il comando tanto del suo XIII Corpo quanto del Corpo di Sherman ed egli chiamò questi due Corpi Armata del Mississippi e riuscì a catturare Fort Hindman sul fiume Arkansas. Dal momento che questo obiettivo fu considerato un'azione di disturbo sganciata dalla Campagna contro Vicksburg, Grant usò ciò come motivazione per riaffermare il proprio personale comando sulla spedizione e la forza di McClernand fu reincorporata nell'Armata del Tennessee.
Lavorando bene con la Flottiglia Occidentale comandata da David D. Porter, Grant condusse il XIII, XV e il XVII Corpo lungo la Campagna di Campagna di Vicksburg, un'operazione che fu un vero capolavoro di manovre contro due Armate confederate. Dopo aver conquistato Jackson (Mississippi) e sconfitto i Confederati nella battaglia di Champion Hill, i primi attacchi contro i trinceramenti confederati a Vicksburg non ebbero successo, cosicché un riluttante Grant pose sotto assedio la città. Durante l'assedio l'Armata ricevette significativi rinforzi. Una Divisione dall'ultima Armata della Frontiera comandata da Francis J. Herron fu aggiunta al XVII Corpo l'11 giugno. Un distaccamento di due Divisioni dal XVI Corpo sotto Cadwallader C. Washburn si aggiunse il 12 giugno. Il IX Corpo di John G. Parke (8.000 uomini dell'Armata dell'Ohio di Ambrose Burnside si unì all'assedio il 14 giugno. Grant rimpiazzò McClernand al comando del XIII Corpo con il Mag. Gen. Edward O. C. Ord. La città si arrese il 4 luglio e i Generali Herron, McPherson e Logan furono i primi a guidare in città la loro truppe. Immediatamente dopo la caduta di Vicksburg, Sherman assunse il comando di una forza di spedizione composta dal IX, XIII e XV Corpo, oltre a elementi del XVI e XVII Corpo. Questa forza conquistò Jackson il 17 luglio e tornò a Vicksburg poco dopo.

### Chattanooga
Dopo che l'Armata del Cumberland di William S. Rosecrans fu sconfitta nella battaglia di Chickamauga, essa ripiegò su Chattanooga, dove fu assediata dall'Armata confederata del Tennessee di Braxton Bragg. Grant ricevette da Washington l'ordine di recarsi a Chattanooga, assumere il comando di tutte le forze ivi presenti e di operare per procurarsi rinforzi colà e sconfiggere Bragg. William T. Sherman assunse il comando dell'Armata del Tennessee e prese parte lì ad alcuni dei combattimenti. Il XV Corpo del Mag. Gen. Frank P. Blair, Jr. e la 2ª divisione del XVII Corpo, comandata dal Brig. Gen. John E. Smith, aggredirono il fianco destro dell'Armata di Bragg il 25 novembre 1863. Nella battaglia di Chattanooga, l'Armata di Sherman si proponeva di svolgere un ruolo fondamentale nel condurre tale assalto, ma non ebbe successo e il principale merito della rottura delle linee confederate è attribuito comunemente all'Armata del Cumberland, ora sotto il Mag. Gen. George Henry Thomas, che prese d'assalto Missionary Ridge.

### Atlanta
Poiché Chattanooga era caduta, una via d'invasione era stata spalancata nel cuore del profondo Sud. Braxton Bragg fu rimosso dal comando del suo esercito sconfitto e rimpiazzato dal Generale Joseph E. Johnston. Ulysses S. Grant fu promosso Tenente Generale e gli fu attribuito il comando di tutti gli eserciti dell'Unione nel marzo 1864. Sherman assunse il comando della Divisione Militare del Mississippi, in controllo di tutti gli eserciti del Fronte Occidentale. Il comando dell'Armata del Tennessee fu assegnato al Mag. Gen. James B. McPherson, che aveva iniziato la sua carriera nella Guerra di secessione come Tenente Colonnello e Ingegnere Capo nell'esercito di Grant a Fort Donelson.
L'Armata si portò bene sotto McPherson nella Campagna di Atlanta, nella quale colonne multiple di eserciti unionisti al comando di Sherman tentarono di accerchiare Johnston. Nella battaglia di Atlanta il 22 luglio 1864, l'Armata di McPherson fu l'obiettivo principale del forte attacco condotto dal Ten. Gen. John Bell Hood, che aveva rimpiazzato Johnston. McPherson fu ucciso mentre stava osservando il combattimento e fu rimpiazzato temporaneamente dal Mag. Gen. John A. Logan e poi dal Mag. Gen. Oliver O. Howard. L'Armata infine prevalse e Hood evacuò Atlanta il 1º settembre.

### La Georgia, la Carolina del Nord e la Carolina del Sud
Howard guidò l'Armata del Tennessee nel periodo finale della guerra. Dopo la spietata azione di Sherman contro l'inerme popolazione di Atlanta, la sua marcia verso il mare vide Howard guidare su due colonne la Sezione Sinistra verso la Georgia, conquistando infine Savannah. Sherman continuò la sua marcia distruttiva, ora diretta verso Nord, nelle due Carolina Campagna delle due Carolina. L'Armata di Howard costituiva la Sezione Destra, impegnata nell'invasione con un'avanzata su tre colonne. Nella più importante battaglia finale infine, a Bentonville, la maggior parte dei combattenti caduti fu quella di Sherman, in una Campagna duramente impegnativa sul piano fisico, con gli eserciti che marciarono per 425 miglia in 50 giorni. Il 26 aprile 1865, il Generale Joseph E. Johnston si arrese a Sherman con tutti gli eserciti confederati presenti nella Carolina del Nord, Carolina del Sud, Georgia e Florida. Il 19 maggio John A. Logan diventò l'ultimo comandante dell'Armata del Tennessee.

### Scioglimento
Il Dipartimento del Tennessee partecipò alla Grande Parata militare a Washington marciando come parte della Grande Armata Occidentale di Sherman. L'Armata del Tennessee fu ufficialmente disciolta il 1º agosto 1865.

## Storia dei comandi

### Distretto di Cairo
| Comandante                          | Da               | A                | Battaglie principali      |
| ----------------------------------- | ---------------- | ---------------- | ------------------------- |
| Brigadier Generale Ulysses S. Grant | 23 dicembre 1861 | 21 febbraio 1862 | Fort Henry, Fort Donelson |

### Armata del Tennessee Occidentale
| Comandante                        | Da               | A               | Battaglie principali         |
| --------------------------------- | ---------------- | --------------- | ---------------------------- |
| Maggior Generale Ulysses S. Grant | 21 febbraio 1862 | 30 aprile 1862  | Shiloh                       |
| Maggior Generale Ulysses S. Grant | 30 aprile 1862   | 10 giugno 1862  | Assedio di Corinth           |
| Maggior Generale Ulysses S. Grant | 10 giugno 1862   | 24 ottobre 1862 | Corinth (solo distaccamento) |

### Armata del Tennessee
| Comandante                          | Da              | A               | Battaglie principali e Campagne                                         |
| ----------------------------------- | --------------- | --------------- | ----------------------------------------------------------------------- |
| Maggior Generale Ulysses S. Grant   | 16 ottobre 1862 | 24 ottobre 1863 | Campagna di Vicksburg, Assedio di Vicksburg                             |
| Maggior Generale William T. Sherman | 24 ottobre 1863 | 26 marzo 1864   | Chattanooga, Missionary Ridge, Meridian                                 |
| Maggior Generale James B. McPherson | 26 marzo 1864   | 22 luglio 1864  | Campagna di Atlanta, Atlanta                                            |
| Maggior Generale John A. Logan      | 22 luglio 1864  | 27 luglio 1864  | Atlanta                                                                 |
| Maggior Generalr Oliver O. Howard   | 27 luglio 1864  | 19 maggio 1865  | Ezra Church, Jonesborough, Marcia verso il mare di Sherman, Bentonville |
| Maggior Generale John A. Logan      | 19 maggio 1865  | 1º agosto 1865  |                                                                         |